# Elio Ziglioli
Elio Ziglioli (Lovere, Llombardia, Itàlia, 15 de març de 1927 - Castellar del Vallès, 3 d'octubre de 1949) fou un anarquista italià i resistent antifranquista que lluità amb el maquis català durant els primers anys de la dictadura franquista. Va ser executat per la Guàrdia Civil a Castellar del Vallès en la seva primera incursió amb el grup guerriller de «Los Primos».
Durant l'any 2018, el Govern de la Generalitat de Catalunya exhumà i identificà les seves despulles a través del Pla de fosses i elprograma de localització de persones desaparegudes durant la guerra civil i el franquisme, i el Programa d'identificació genètica. El 2 de maig de 2019, en un solemne acte al cementiri de Castellar del Vallès, indret on fou assassinat i enterrat, el Govern català retornà les despulles del maqui als seus familiars italians perquè retornessin al seu poble natal.

## Biografia

### Primers anys

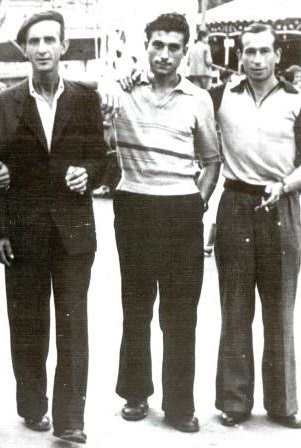
D'esquerra a dreta: José Arroyo, Elio Ziglioli, Ricardo Martinez (Carmauç, 1948)

Elios Ziglioli, també citat com a Helios Ziglioli, o Elios Ciclione, que utilitzà el pseudònim de Fernando García Bernón, nasqué el 15 de març de 1927 al petit poble de la Llombardia italiana de Lovere.
Criat pels avis, ja des de molt jove va formar part del moviment anarquista, gràcies a l'influencia d'un mestre que tingué a l'escola. Al llarg dels seus anys d'estudi s'interessà pel coneixement de les llengües, parlava italià, francès, castellà, català i esperanto.
Al 1948, amb 19 anys, decidí anar a conèixer al seu pare que vivia a París (França) que era un fanàtic comunista. Decebut de la seva relació, es va començar a relacionar amb diferents llibertaris espanyols exiliats a París i decidí unir-se a la lluita clandestina antifranquista. A Tolosa (Llenguadoc, Occitània) s'entrevistà amb Pere Mateu Cusidó, secretari de coordinació i responsable de l'activitat antifranquista a la Península, que el va presentar i recomanar als companys de la Federació Local de Carmauç (Llenguadoc, Occitània) de la Confederació Nacional del Treball (CNT), per tal que li busquessin feina per mantenir-lo ocupat. El 20 de setembre de 1948 entrà a treballar en una mina de la companyia Houllières d'Aquitaine on s'encarregà de l'ús d'una rascadora (màquina que arrenca el carbó de les galeries).
Durant aquells anys de treball al sud de França, es decidí a passar els Pirineus per unir-se a la lluita clandestina amb la resistència antifranquista. A finals de maig de 1949 conegué Josep Sabaté Llopart a Tolosa, amb qui establí una estreta amistat. El 4 de juny de 1949 va ser detingut, juntament amb Emilio Auto Gracia, Ramon Pons i Manuel Sabaté Llopart, arran d'un escorcoll al mas Tartàs (Oceja, Alta Cerdanya, Catalunya Nord), base de la guerrilla, on es trobaren armes i municions; jutjat el 29 de juny de 1949, va ser condemnat a dos mesos de presó. Posteriorment tornà a Carmauç quan després d'unes setmanes de treballar en la construcció el van cridar per entrar a Espanya acompanyant al grup guerriller de «Los Primos».

### Entrada clandestina a Espanya
El grup anomenat «Los Primos» estava format per Saturnino Culebras Saiz (Primo), el seu germà Gregorio Culebras Saiz, José Conejos García, Manuel Aced Ortell (El Francès), Joan Busquets Vergés (El Senzill), Manuel Sabaté Llopart. Aquest escamot clandestí serà guiat pel famós maqui Ramon Vila Capdevila (Caracremada).
El 4 de setembre de 1949 sortiren de la base de Tartàs en direcció a Barcelona, amb la intenció d'efectuar diverses incursions de sabotatge. El grup no estava molt preparat per fer caminades llargues, pel que van haver de fer una parada d'una setmana a la base de cal Moreno a Berga. A la represa de la marxa, veient que el grup ja no podia caminar més, decidiren aturar un cotxe a la carretera de Rocafort al Pont de Vilomara. El cotxe era propietat de l'industrial manresà Josep Pujol Viñas que, en comptes d'aturar-se, va decidir envestir-los. Els maquis van disparar ferint a l'esquena Emília Cuadrado Martínez, la seva serventa. El vehicle havia quedat amb els pneumàtics rebentats i aturat al marge. Entre tots van posar de nou el cotxe a la carretera perquè seguis el seu camí i es pogués atendre la noia el més aviat possible. Aquest incident va donar l'alarma a les forces de l'ordre i provocà que els guerrillers caminessin tota la nit, amagant pel camí un dipòsit d'armes. Joan Busquets i Saturnino Culebras marxaren cap a Terrassa per agafar el tren en direcció a Barcelona i poder contactar amb el grup de Josep Sabaté i Llopart, que també havia entrat a Catalunya per aquelles dates. Després d'un tiroteig amb la Guàrdia Civil, l'endemà pogueren agafar el tren cap a Barcelona.
Mentrestant la resta del grup s'amagà entre Matadepera i Castellar del Vallès, on a la matinada del 2 d'octubre decidiren enviar Elio Ziglioli a comprar queviures a Castellar del Vallès. Aquest comprà pa al Forn de la Baixada i llaunes i cansalada a Cal Truyols, on l'amo va sospitar i va donar avís a la Guàrdia Civil. Els guerrillers, un cop aprovisionats, es desplaçaren cap a Matadepera, creuant-se amb la masovera del Castell, la Dolors Argemí, amb la que intercanviaren unes paraules. Al vespre el maqui Ziglioli decidí tornar a comprar queviures a Matadepera, però aquest cop va ser interceptat i detingut per la Guàrdia Civil. Duia documentació falsa a nom de Fernando García Bernón, i els guàrdies li confiscaren 335 pessetes, 285 francs, un mapa, una brúixola, un carnet del CNS i altres documents, cinc barres de pa, un quilo de botifarra i un quilo de cansalada.

### Assassinat
El 3 d'octubre la Guàrdia Civil el dugué amb «el camió de Matadepera» cap a Castellar del Vallès per tal de, segons l'informe policial, anar a trobar un dipòsit amagat d'armes. Feren una parada al Mas del Castell per tal d'interrogar a Dolors Argemí, que s'havia creuat amb els guerrillers el dia anterior. La benemèrita sospitava que els masovers havien donat refugi als maquis i volien interrogar-los. Els tres guàrdies civils de la caserna de Terrassa, es van presentar a peu i acompanyats del reu emmanillat amb les mans al darrere i van preguntar si coneixia aquell home. La masovera no va reconèixer a aquell home orinat a sobre, amb el cos apallissat, els peus clarament torturats i les sabates rebentades i sense cordons. L'Elio tampoc va delatar als masovers i la patrulla de la Guàrdia Civil se l'endugué cap al Pont del Ripoll de Castellar del Vallès. Un quart d'hora després de marxar, sobre les onze del matí, els testimonis sentiren un tret .
En el full del registre civil de defuncions, amb data del 4 d'octubre, consta una fitxa de defunció amb una foto del maquis mort on s'hi pot llegir “falleció en despoblado carretera de Tarrasa” amb noms i cognoms “desconocidos” i “aparentando tener unos 25 años de edad”. Hi consta la declaració del caporal 1r de la guàrdia civil de la caserna de Castellar: Gregorio Vázquez Bernabeu.

## Enterrament i exhumació
Enterrat a la fosa comuna del cementiri de Castellar del Vallès, el març de 2018 el Generalitat de Catalunya es comprometé en la identificació i exhumació del cadàver, a través del seu programa de Recerca de desapareguts i fosses comunes i indemnitzacions a expresos de la Guerra Civil i el franquisme. El 2 de maig de 2019, el Govern català retornà les despulles del maqui als seus familiars italians, en un solemne acte al cementiri de Castellar del Vallès, per tal que retornessin al seu poble natal.